# Antonio López de Córdoba
Antonio López de Córdoba (Priego, 12 de diciembre de 1799 - 15 de marzo de 1854) fue un arabista español.

## Biografía
Alumno de los Reales Estudios de San Isidro de Madrid, a los 15 años aprendió ya árabe. En 1818 fue nombrado Joven de Lenguas en la embajada española en Constantinopla. Allí aprendió turco e informó sobre la historia y relaciones diplomáticas del Imperio Otomano. En 1820 es nombrado segundo intérprete y en 1824 secretario intérprete. En 1827 tomó parte en las negociaciones entre España y el Imperio Otomano que permitieron la navegación española en el mar Negro. En 1828 fue nombrado Secretario de la Delegación Española y recibió la Gran Cruz de la Orden de Carlos III y la Orden del Santo Sepulcro de Jerusalén .
En 1830 fue nombrado Secretario de la Delegación en Lisboa, y le concedida la Orden de Cristo y la Orden de la Inmaculada Concepción de Villa Viçosa. En 1833 fue nombrado Secretario de Delegación y Encargado de Negocios en Londres, y recibió la Orden de Isabel la Católica .
En 1833 fue nombrado encargado de negocios y posteriormente ministro plenipotenciario (embajador) en el Imperio Otomano, hasta 1847. En 1842 recomendó al gobierno español no intervenir en Siria tras la retirada egipcia por su inestabilidad y el interés franco-británico. Recibió del emperador Gran cruz de la Orden de Distinción (Nishan Imtiaz, Imperio Otomano ).
De vuelta a España, en 1847 fue nombrado miembro de la Real Academia de la Historia, consejero del reino y senador vitalicio (1849).  En 1853 Comisario de los límites entre España y Francia. Murió el 15 de marzo de 1854, siendo sepultado en la Sacramental de San Justo.